# Henry Moore
Henry Moore, född 30 juli 1898 i Castleford i West Yorkshire, död 31 augusti 1986 i Much Hadham i Hertfordshire, var en brittisk skulptör och grafiker.

## Biografi
Henry Moore var sjunde barnet i en gruvarbetarfamilj. Han var ett stort namn inom modern engelsk skulptur och blev välkänd för sina stora abstrakta skulpturer och hjälpte till att införa en speciell form av modernism i Storbritannien.
Moore blev tidigt inspirerad av grekisk, etruskisk, egyptisk, gammal mexikansk och av primitiv konst samt av Brancusi och Picasso. Han slog igenom på 1930-talet med rent nonfigurativa verk, mjukt rundade urgröpta former kombinerade med strängar.

### Henry Moore i Nazityskland
År 1937 beslagtog propagandaministeriet i Nazityskland vad som fanns av Henry Moore på tyska museer. Hans verk klassades som entartete Kunst och sådant skulle inte finnas i landet. Det var 5 akvareller, alla utkast till skulpturer, vilka sedermera ingick i ett byte mot ett konstverk ("Künstlergesellschaft in Neapel") tillsammans med 22 teckningar av den konstnärligt fördömde Karl Hofer och 1 av den lika fördömde surrealistmålaren Edgar Jené. Även 1 grafiskt blad av Moore beslagtogs, vilket efter värdering registrerades som zerstört [förstört] i ett protokoll från den tiden. 1 stenskulptur, Female Bust, på Museum für Kunst und Gewerbe bytte den betrodde konsthandlaren Bernhard A. Böhmer till sig ur lagret. Skulpturens vidare proveniens är "okänd". Utöver detta togs även 2 teckningar i beslag, skisser till skulpturarbeten, och deras proveniens upphör efter 1940. (En av teckningarna ingick i det omnämnda bytet mot "Künstlergesellschaft in Neapel".)

## Senare verk
Henry Moores senare verk är huvudsakligen figurativa: i en halvabstrakt stil med starkt förenklad har han särskilt ofta upprepat motiven "mor och barn" samt "vilande kvinna". Berömda är även hans suggestiva teckningar från Londons skyddsrum under andra världskriget, vilka berättar om bombkrigets ångest och apati.

### Henry Moore i Norden
Offentlig skulptur av Henry Moore är relativt sällsynt i Sverige. Den största samlingen i Norden är finländsk och finns på Didrichsens konst- och kulturmuseum i Helsingfors (13 verk).
- Familjegrupp (1947), Göteborgs konstmuseum[19]
- Inside - outside ("Inre yttre former 1952-53), brons, Västertorps torg, Stockholm
- Seated Woman, 1959, framför Rådhuset i Herning i Danmark
- Reclining figure on pedestal (Bakåtlutad figur 1960), Didrichsens konstmuseum på Granö, Helsingfors
- Standing figure (Stående figur 1961), utanför Henie-Onstad kunstsenter, Høvikodden, Bærum
- Vilande figur i två delar III (1961), Göteborgs konstmuseum, tidigare Slottsskogen, Göteborg
- Reclining figure No 5 (1963-64), utanför Louisiana Kunstmuseum, Humlebæk
- Large Arch (1963-69), Huk, Oslo
- Atom piece (1964), brons, 122 cm, Didrichsens konstmuseum, Helsingfors
- The Archer (Bågskytten 1965, marmor, 78 cm, Didrichsens konstmuseum, Helsingfors
- Tredelad vilande kvinna, draperad (1976), Slottstorget i Gävle

Han är även representerad vid bland annat Moderna museet och Arkivet för dekorativ konst.

## Bildgalleri

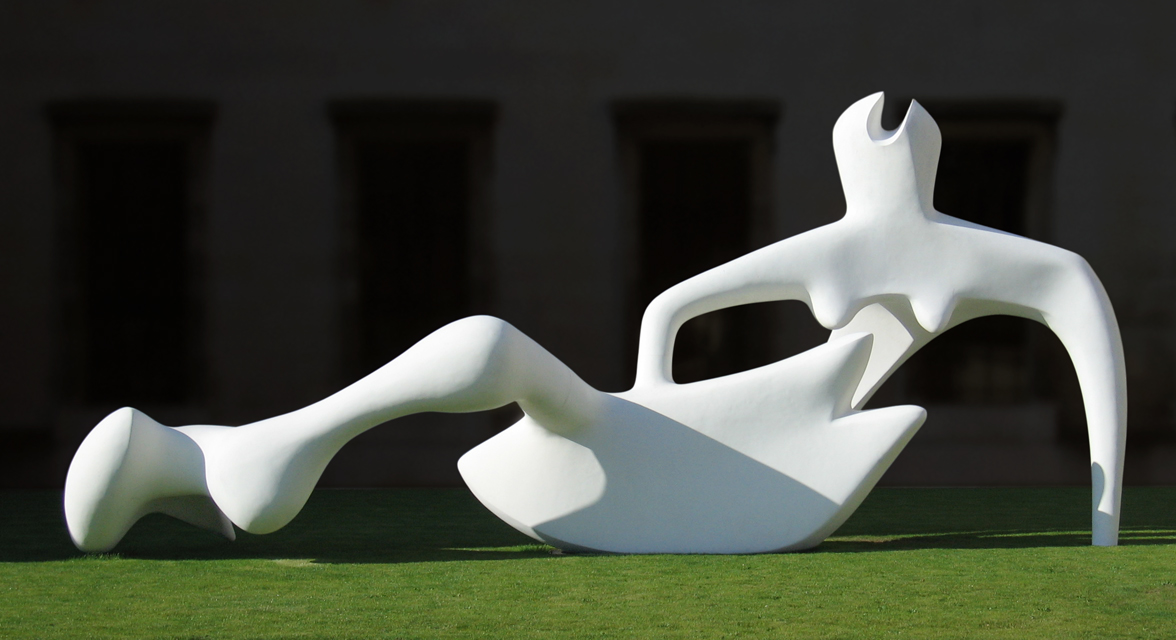
Large Reclining Figure (1982), fiberglas, Fitzwilliam Museum i Cambridge.

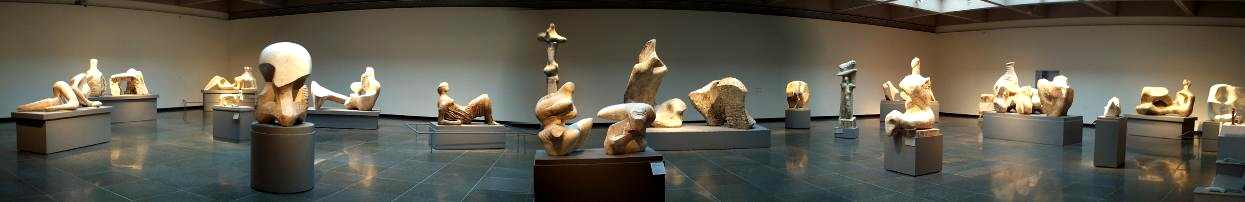
Art Gallery of Ontario innehar världens största offentliga samling av Henry Moores verk.